# Polittico Sandei
Il Polittico Sandei è un dipinto disperso di Gentile da Fabriano, databile al 1405-1414 circa. Ne restano alcuni santi dai pilastrini laterali: San Giacomo Maggiore, 23,8x8,5 cm, San Pietro, 23,2x6,5 cm (Collezione Berenson a Villa I Tatti a Firenze), santo Apostolo, 23,4x8,2 cm, santo apostolo con libro, 23,0x8,3 cm (Pinacoteca nazionale di Bologna) e secondo alcuni critici anche il frammento di santo eremita da uno dei pannelli principali (già in Collezione Loeser ed oggi in altra collezione privata a San Francisco).

## Storia
Gentile da Fabriano, quando risiedeva nella città lagunare, aveva dimora presso la chiesa di Santa Sofia. La menzione più antica del polittico è del 1581, quando Francesco Sansovino lo ricordò, come ritraente i santi Paolo eremita e Antonio Abate proprio in quella chiesa. Per lungo tempo si è pensato che tale polittico fosse perduto, ma sul retro del San Giacomo della collezione Berenson si trova un'iscrizione vergata del 1610 che la tecnologia moderna ha permesso di decifrare e ricondurre la tavoletta e la sua compagna della stessa collezione Berenson proprio al perduto polittico, dipinto per l'altare Sandei nella chiesa di Santa Sofia a Venezia da Gentile.
Diversa fu la storia dei due santi apostoli della Pinacoteca nazionale di Bologna. Questi furono catalogati come quattro tavolette nel 1820, come due sole nel 1845 e poi concesse in deposito all'Arcivescovado di Bologna nel 1882, dove sono rimaste appese in una stanza della foresteria dell'appartamento arcivescovile di Villa Revedin fino a tempi molto recenti. Solo recentemente sono state ristudiate e sono state notate le evidentissime somiglianze con le due tavolette Berenson: non solo stessi stile e dimensioni, ma soprattutto identiche decorazioni dei nimbi, stessi colori utilizzati nella ridipintura, stessi caratteri sul retro. Il polittico Sandei si è quindi arricchito di altre due tavolette, riesposte da allora in Pinacoteca, facendo ipotizzare che le due tavolette addizionali scomparse nell'inventario del 1845 fossero proprio le due Berenson.
Per quanto riguarda il frammento raffigurante a mezzo busto il santo eremita che era parte di un pannello ben più grande delle quattro tavolette menzionate sopra, questo era parte della Collezione Loeser di Firenze, di cui rimane una fotografia in bianco e nero. Quindi nel 1959 fu messo all'asta Sotheby's di Londra e nel 1994 era ancora all'asta Christie's sempre a Londra; l'ultimo rintracciamento risale al 2009 in una collezione privata di San Francisco in America. La figura è riconducibile allo stile del tempo e la sua iconografia è riconducibile ad entrambi i santi eremiti notati dal Sansovino, in particolare Paolo eremita. La sua appartenenza al polittico Sandei è però messa in discussione da molti critici per la mancanza di dati oggettivi.

## Descrizione e stile
Dell'opera si conoscono solo quattro frammenti: i già citati santi nella collezione Berenson e i due Apostoli nella Pinacoteca Nazionale di Bologna e, probabilmente, un frammento di pannello con la probabile raffigurazione di san Paolo eremita, già nella collezione Loeser a Firenze.
Dalla ricostruzione storica scritta sopra e dallo stile dei pannelli superstiti si ricava che l'opera sia databile ai prima anni del Quattrocento, durante l'esperienza veneziana (circa 1403-1414), iniziata dopo quella pavese (ante-1402), prima di quella bresciana (dal 1414) e ben prima di quella fiorentina (dal 1423), con i panneggi ritmicamente falcati, le espressioni tra i sereno e il melanconico, la varietà delle pose. Una finestra di tempo 1405-1414 è raccomandabile in assenza di ulteriori analisi stilistiche, anche per tener conto delle leggermente divergenti datazioni degli accademici tra il 1405-1410 e il 1410-1414, rispettivamente.